# Trąbka otrębiasta

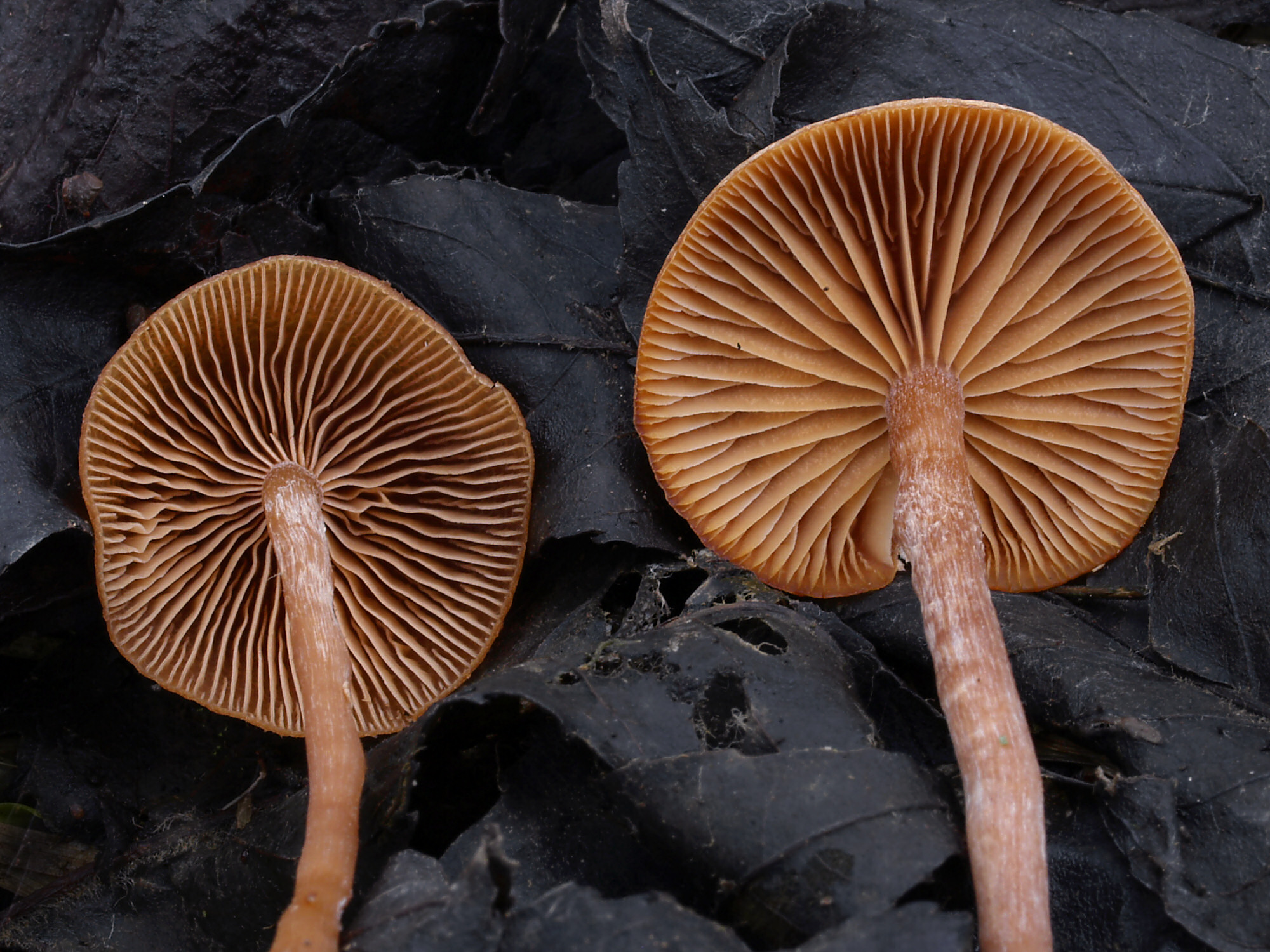
Trzon i blaszki

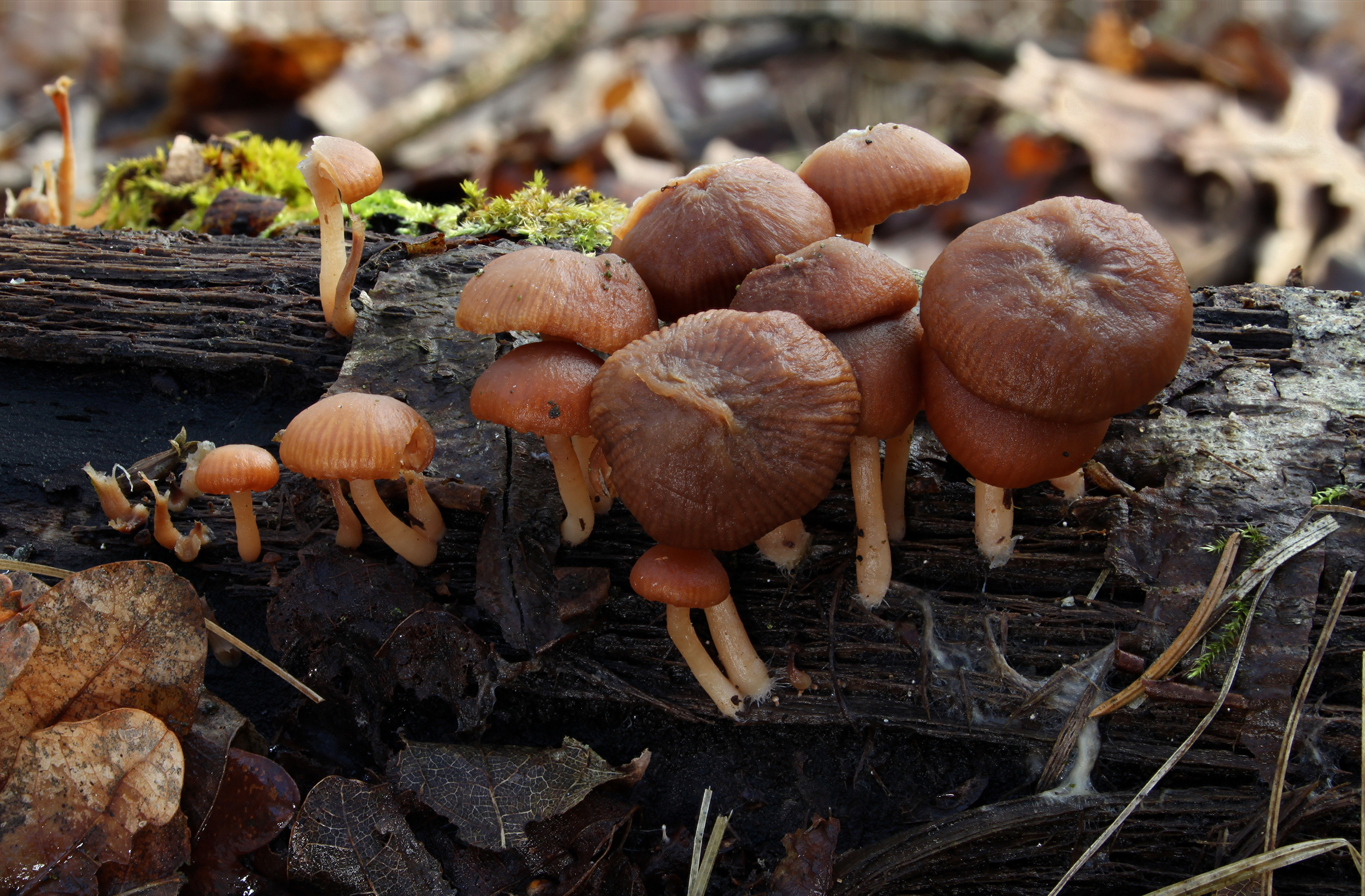

Trąbka otrębiasta (Tubaria furfuracea (Pers.) Gillet) – gatunek grzybów należący do rodziny Tubariaceae.

## Systematyka i nazewnictwo
Pozycja w klasyfikacji według Index Fungorum: Tubaria, Tubariaceae, Agaricales, Agaricomycetidae, Agaricomycetes, Agaricomycotina, Basidiomycota, Fungi.
Po raz pierwszy gatunek ten zdiagnozowany został w 1801 r. przez Christiaana Hendrika Persoona jako Agaricus furfuraceus. Do rodzaju Tubaria przeniósł go w 1876 r. Claude-Casimir Gillet.
Obecnie ma on około 30 synonimów naukowych. Dawniej wyróżniany gatunek trąbka zimowa (Tubaria hiemalis) jest według Index Fungorum synonimem trąbki otrębiastej.
Nazwę polską podał Stanisław Chełchowski w 1898 r.

## Morfologia
Kapelusz
Średnica 1–4 cm, początkowo wypukły, szybko jednak staje się rozpostarty, czasami z tępym garbkiem. U młodych owocników na brzegach występują włókienka będące pozostałościami osłony. Jest higrofaniczny; w stanie wilgotnym powierzchnia ma barwę od żółtobrązowej do czerwonobrązowej i kapelusz od brzegów do połowy średnicy jest prześwitująco prążkowany, w stanie suchym ma barwę od brązowoochrowej do jasnooochrowej i nie jest prążkowany. U starszych okazów brzeg kapelusza jest odgięty na zewnątrz.
Blaszki
Szerokie i szeroko zbiegające, w kolorze od jasnoochrowego do czerwonobrązowego.
Trzon
Wysokość 2–4 cm, grubość ok. 0,4 cm, cylindryczny. Powierzchnia jasnoochrowobrązowa z resztkami osłony w postaci białawych łuseczek. U młodych owocników występuje włókienkowata, szybko jednak zanikająca strefa pierścieniowa.
Miąższ
Cienki i tej barwy co kapelusz. Ma niewyraźny smak i słaby zapach grzybowy lub rzodkwiowy.
Wysyp zarodników
Jasnopomarańczowo-brązowy. Zarodniki owalne lub elipsoidalne, gładkie, o rozmiarach 7–8 × 4,5–5 μm.

## Występowanie i siedlisko
Występuje w Ameryce Północnej i w Europie, w Europie Środkowej pospolicie. W Polsce jest pospolity.
Rośnie w lasach, parkach i ogrodach na martwym drewnie, na korze, gałązkach, również na drewnie zagrzebanym w ziemi, rzadziej na pniakach. Owocniki pojawiają się od marca do grudnia. Pojawia się zarówno na drewnie drzew liściastych, jak i iglastych.

## Znaczenie
Naziemny grzyb saprotroficzny, grzyb niejadalny.